# Campeonato de Fútbol de Costa Rica 1968
El Campeonato de Fútbol de 1968, fue la edición número 49 de Liga Superior de Costa Rica en disputarse, organizada por la FEDEFUTBOL. 
El Deportivo Saprissa consigue su tercer bicampeonato.
Orión, desciende a Segunda División, fue el último de los 3 equipos legendarios de San José en descender, junto con La Libertad y Gimnástica Española. Además se convierte en el equipo más goleado en un solo campeonato de la historia del fútbol costarricense.
El Deportivo Saprissa como campeón nacional se clasifica a la Copa de Campeones de la Concacaf de 1969, donde logra el tercer lugar.

## Equipos participantes
| Provincia  | N.º | Equipos                             |
| ---------- | --- | ----------------------------------- |
| San José   | 3   | Saprissa, Orión y Barrio México     |
| Alajuela   | 3   | Alajuelense, Ramonense y San Carlos |
| Cartago    | 1   | Cartaginés                          |
| Heredia    | 1   | Herediano                           |
| Puntarenas | 1   | Puntarenas                          |
| Limón      | 1   | Limón                               |

## Formato del Torneo
El torneo disputado a cuatro vueltas. Los equipos debían enfrentarse todos contra todos. El descenso directo sería para el que obtuviera el último lugar al final del torneo..

## Tabla General
| Equipo | Pts | PJ | PG | PE | PP | GF | GC | DG  |
| --- | --- | -- | -- | -- | -- | -- | -- | --- |
| Deportivo Saprissa | 61  | 36 | 28 | 5  | 3  | 91 | 30 | +61 |
| Club Sport Cartaginés | 56  | 36 | 23 | 7  | 5  | 83 | 36 | +47 |
| Liga Deportiva Alajuelense | 45  | 36 | 19 | 7  | 10 | 74 | 48 | +26 |
| Asociación Deportiva San Carlos | 43  | 36 | 17 | 9  | 10 | 63 | 46 | +17 |
| Puntarenas F.C. | 36  | 36 | 15 | 6  | 15 | 58 | 59 | -1  |
| Limón F.C. | 32  | 36 | 10 | 12 | 14 | 58 | 82 | -24 |
| Club Sport Herediano | 31  | 36 | 11 | 9  | 16 | 52 | 52 | 0   |
| Asociación Deportiva Barrio México | 24  | 36 | 7  | 10 | 19 | 45 | 77 | -32 |
| Asociación Deportiva Ramonense | 22  | 36 | 8  | 6  | 22 | 38 | 77 | -39 |
| Orión F.C. | 13  | 36 | 4  | 5  | 27 | 43 | 98 | -55 |
| Pts – Puntos; PJ – Partidos Jugados; PG - Partidos Ganados; PE - Partidos Empatados; PP - Partidos Perdidos; GF – Goles a Favor; GC – Goles en Contra; DG – Diferencia de Goles |     |    |    |    |    |    |    |     |

|  |                  |
|  | Campeón Nacional |

|  |                                     |
|  | Descenso Directo a Segunda División |

| Campeón Deportivo Saprissa Campeonato #8 |

Planilla del Campeón: Rodolfo Umaña, Giovanni Rodríguez, Walter Elizondo, Arnulfo "Coyolito" Montoya, Luis Chacón, Heriberto Rojas, Francisco Hernández, Víctor Manuel Ruiz, Eduardo Umaña, Eduardo Chavarría, Edgar Marín, Carlos Arias, Luis Aguilar, Jaime Grant, Dagoberto Díaz, Carlos Alvarado, Fernando Hernández, José Zúñiga, Víctor Quesada, Juan León, Fernando Solano, Mario Solís, Santiago Zelada, Róger Fernández, Giovanny Castro, Leopoldo Meneses.

## Goleadores
| Jugador             | Equipo               | Goles |
| ------------------- | -------------------- | ----- |
| Errol Daniels       | Alajuelense          | 24    |
| Eduardo Chavarría   | Saprissa             | 24    |
| Leonel Hernández    | Cartaginés           | 18    |
| Francisco Hernández | Saprissa             | 16    |
| José Mendoza        | Municipal Puntarenas | 16    |
| Mario Hernández     | San Carlos           | 15    |
| Vicente Wanchope    | Limonense            | 15    |
| Guido Peña          | Orión                | 14    |
| Rafael Oviedo       | Herediano            | 14    |
| Víctor Manuel Ruiz  | Saprissa             | 14    |

## Descenso
| Descenso campeonato 1968      | Descenso campeonato 1968 |
| ----------------------------- | ------------------------ |
| Descendido a Segunda División | Orión                    |
| Ascenso a Primera División    | Uruguay de Coronado      |

## Torneos
| Predecesor: Campeonato 1967 | Liga Superior de Costa Rica Campeonato 1968 | Sucesor: Campeonato 1969 |